# Emmet (condado de Dodge, Wisconsin)
Emmet es un pueblo ubicado en el condado de Dodge en el estado estadounidense de Wisconsin. En el Censo de 2010 tenía una población de 1.302 habitantes y una densidad poblacional de 15,95 personas por km².

## Geografía
Emmet se encuentra ubicado en las coordenadas 43°14′17″N 88°42′43″O / 43.23806, -88.71194. Según la Oficina del Censo de los Estados Unidos, Emmet tiene una superficie total de 81.65 km², de la cual 81.5 km² corresponden a tierra firme y (0.19%) 0.15 km² es agua.

## Demografía
Según el censo de 2010, había 1.302 personas residiendo en Emmet. La densidad de población era de 15,95 hab./km². De los 1.302 habitantes, Emmet estaba compuesto por el 98.69% blancos, el 0.15% eran afroamericanos, el 0.08% eran amerindios, el 0.61% eran asiáticos, el 0.08% eran isleños del Pacífico, el 0.08% eran de otras razas y el 0.31% pertenecían a dos o más razas. Del total de la población el 0.69% eran hispanos o latinos de cualquier raza.